# Murmästareämbetet

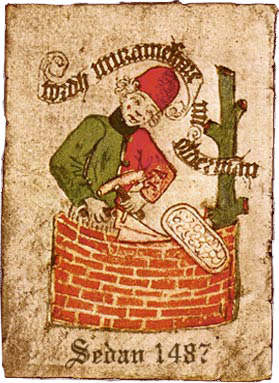
Thordh Muramestare), det äldsta porträttet av en Stockholmsborgare, vilket sannolikt tecknats av Helmick van Nörden, som präntade stadgan och fungerade som rådets sekreterare.

Murmestare Embetet i Stockholm (kort Murmestare Embetet eller Murmästareämbetet) grundades 1487 och är en av de äldsta fortfarande verksamma yrkessammanslutningarna i Sverige. Embetet har varit och är än i dag en sammanslutning av byggmästare som driver egna byggrörelser. Kontoret finns i von der Lindeska huset  på Västerlånggatan 68 i Stockholm.

## Historik

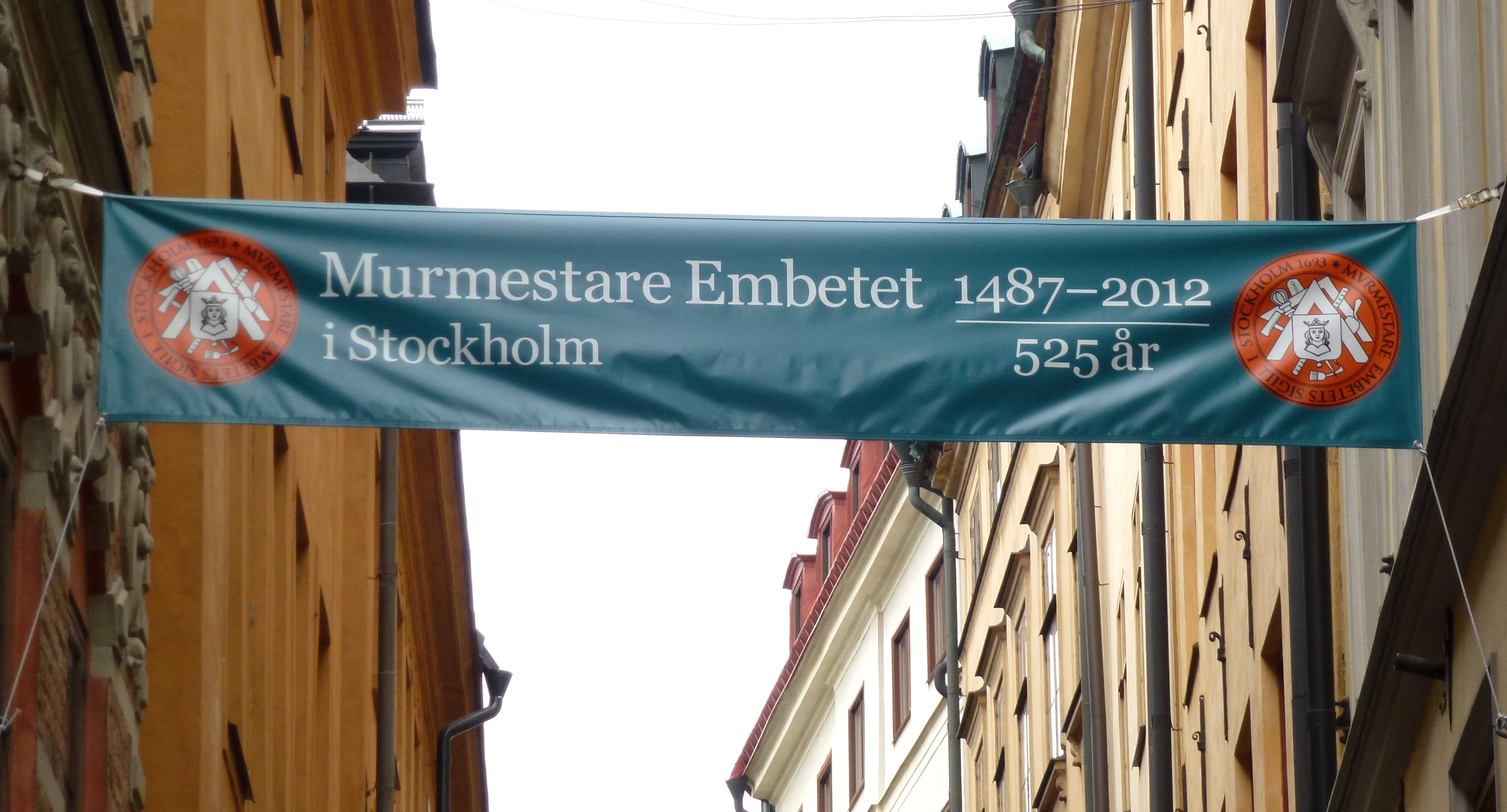
Banderoll Murmestare Embetet 525 år.

Den 29 oktober 1487 blev skråordningen för Murmestare Embetet i Stockholm stadfäst, gillad och beseglad. Skråordnings original finns bevarad på Kungliga Biblioteket. Under skråtiden var Murmestare Embetet ansvarigt för murmästarnas yrkeskompetens i staden. 
Under Embetets överinseende inskrev mästarna lärlingar och utbildade dessa till gesäller. För att ha en möjlighet att bli mästare var gesällen tvungen att genomföra praktiska och teoretiska studier. Antalet verksamma mästare i Stockholm var strängt reglerat. Ungefär en gesäll av femtio blev mästare. Till mästerstycket hörde oftast en detaljerad mängd- och kostnadsberäkning. En murmästare utförde även uppgifter som idag faller under arkitektens yrkesroll, exempelvis att upprätta byggnadsritningar.
I december 1846 avskaffades skråväsendet i Sverige. Ledamöterna i Murmestare Embetet ansåg dock att det fanns behov av att även framöver diskutera gemensamma bransch- och yrkesangelägenheter. Man fortsatte att träffas under det gamla namnet Murmestare Embetet i Stockholm vilket därför ännu finns kvar.

## Murmästare i Stockholm (urval)
- 1667: Hans Albrechtson
- 1668: Christian Gedenack
- 1670: Johan Olofson Upman
- 1670: Lars Olofsson
- 1670: Jörgen Helmich
- 1670: Nils Biörson
- 1672: Hans Claeson Cure
- 1672: Mårten Haak
- 1673: Christian Stübner
- 1673: Anders Tillner (Dillner)
- 1673: Matz Bengtson Skarp
- 1674: Jörgen Rosenstengell
- 1686: Jacob Påhlsson
- 1686: Johann Dawid Ludemann
- 1686: Erik Matsson Frijhammer
- 1691: Erik Matsson Berg
- 1692: Erich Olofsson Brunnberg
- 1695: Jonas Nilsson Fristedt
- 1695: Gabriel Matsson Lundh
- 1696: Anders Persson Edeman
- 1699: Jacob Helmich
- 1702: Bengt Nilsson Skragge
- 1706: Nicklas Fischer
- 1709: Jacob Christiansson Geddnack
- 1709: Nicklas Fristedt
- 1712: Johan Mattsson Bäckman
- 1718: Mathias Roos
- 1724: Daniel Forsberg
- 1726: Conrad Erik Malm
- 1726: Christian Neubert
- 1726: Johan Christopher Kierner den äldre
- 1731: Johann Gottfriedt Weigelt
- 1733: Michael Franck(e)
- 1733: Christian Wüstner
- 1735: Johan Friedrich Stein
- 1743: Georg Boettger
- 1745: Gottfried Franck
- 1746: Pehr Westrell den äldre
- 1746: Johan Schütze
- 1747: Johan Hindrich Nauman
- 1749: Martin Wollberg
- 1750: Johan Christopher Kiörner den yngre
- 1754: Alexander Högman
- 1754: Eric Roos
- 1755: Johan Christian Herman
- 1755: Gabriel August Zincke
- 1757: Elias Kessler
- 1759: Johan Christian Nauman
- 1760: August Scheffer
- 1761: Johan Wilhelm Friese
- 1762: Joachim Jacob Priem
- 1763: Eric Forsberg
- 1764: Casper Christian Friese
- 1768: Johan Wilhelm Henric Elies
- 1768: Johan Hindrich Walmstedt
- 1770: Wilhelm Roman
- 1770: Johan Daniel Elfström
- 1772: Lorentz Kolmodin
- 1773: Johan Sebastian af Uhr
- 1775: Johan Daniel Degenaer
- 1775: Pehr Westrell den yngre
- 1777: Alexander Högman den yngre
- 1785: Petrus Serén
- 1785: Carl Werner Priem
- 1788: Anders Tottie P:son
- 1789: Johan Thun
- 1798: Erasmus Andersson